# Alda Borelli
Alda Borelli (Cava de' Tirreni, 4 novembre 1879 – Milano, 25 maggio 1964) è stata un'attrice italiana.
Sorella di Lyda Borelli, fu attiva nel periodo del cinema muto ma è conosciuta essenzialmente per la sua attività teatrale.

## Biografia
Figlia d'arte, nacque nel 1879 a Cava de' Tirreni in provincia di Salerno dove i suoi genitori si trovavano a recitare. Suo padre
Napoleone, avvocato, (Reggio 1848 - Venezia 10 dicembre 1913) apparteneva ad un'antica famiglia di Reggio Emilia; volontario garibaldino, aveva abbandonato la professione per il palcoscenico. Sua madre, Cesira Banti, anch'essa attrice teatrale, era figlia del maggiore Banti, morto a Bologna l'8 agosto 1848 nel parco della Montagnola che fu scenario dei moti per l'indipendenza.
Nel 1898 la Borelli, dopo aver frequentato a Bologna la Scuola normale (le attuali magistrali), entrò come seconda donna "amorosa" nella formazione di Pia Marti Maggi ed esordì sulle scene.
Interprete tipo della commedia borghese, ma pronta a cimentarsi nella drammaturgia d'avanguardia dell'epoca (Eugene O'Neill e Pier Maria Rosso di San Secondo fra gli altri),  divenne moglie dell'attore Alfredo De Sanctis. Ha recitato, fra gli altri, con Lucio Ridenti, Enzo Biliotti, Tullio Carminati, Cesare Polacco, Ruggero Ruggeri, Carlo Tamberlani e Virgilio Talli e nel suo repertorio figurano i drammi teatrali dei principali autori del suo tempo, Giuseppe Giacosa, Gabriele D'Annunzio e Luigi Pirandello, sopra tutti (di questi ultimi fu interprete in particolare ne Il ferro e Parisina del primo, e La vita che ti diedi e Vestire gli ignudi del secondo).
In particolare, l'interpretazione carica di carisma offerta in Parisina (Teatro Argentina di Roma, 16 dicembre 1921), al fianco di Ruggero Ruggeri e diretta da Virgilio Talli fu salutata con particolare favore da critica e pubblico. Un favore che si rifletté sulla replica al Teatro Lirico di Milano e nella tournée che ne seguì nel febbraio dell'anno successivo. Parole di elogio furono espresse in maniera palese dai principali critici, da Silvio D'Amico su L'Idea Nazionale (17 dicembre 1921), e Renato Simoni sul Corriere della Sera (15 febbraio 1922).
Borelli - che aveva fatto il suo debutto sulle scene a sedici anni nella compagnia di Pia Marchi Maggi - fu poi a capo di una nota compagnia fucina di numerosi talenti, quali Gino Cervi e Vittorio Gassman, che con lei debuttò a vent'anni nel 1942 a Milano ne La nemica di Dario Niccodemi, prima di trasferirsi a Roma per lavorare con Tino Carraro ed Ernesto Calindri.
Si ritirò dalle scene una prima volta nel 1929, quando non era neppure cinquantenne, salvo tornarvi poi nel 1942, appunto per tenere a battesimo nell'avvio di carriera Vittorio Gassman. Nuovo ritiro dalle scene (per dieci anni) e nuovo ritorno ne La vergine folle di Henry Bataille, L'ombra, ancora di Niccodemi, I mostri sacri di Jean Cocteau, La porta chiusa di Marco Praga.
Morì in seguito alla notizia del suicidio del figlio Brenno De Sanctis (avvenuto a Milano il 10 marzo 1964). Dal matrimonio (celebrato a Foligno il 9 settembre 1901) con Alfredo De Sanctis ebbe altri due figli: Enzo De Sanctis e Nemo De Santcis (Vittoria, 7 luglio 1902). I coniugi si separarono nel 1915.

## Filmografia
- L'eredità di Gabriella, regia di Roberto Danesi (1913)
- Rinunzia, regia di Carmine Gallone (1914)
- Vertici e abissi (1916)
- Il destino, regia di  Gustavo Serena (1916)
- L'enfant de l'amour, regia di Emilio Ghione (1916)
- Tormento gentile, regia di Emilio Ghione (1916)